# Ґжибно (Картузький повіт)
Ґжибно (пол. Grzybno, нім. Gribno) — село в Польщі, у гміні Картузи Картузького повіту Поморського воєводства.
Населення — 1386 осіб (2011).
У 1975-1998 роках село належало до Гданського воєводства.

## Демографія
Демографічна структура станом на 31 березня 2011 року:
|          | Загалом | Допрацездатний вік | Працездатний вік | Постпрацездатний вік |
| -------- | ------- | ------------------ | ---------------- | -------------------- |
| Чоловіки | 694     | 205                | 441              | 48                   |
| Жінки    | 692     | 185                | 415              | 92                   |
| Разом    | 1386    | 390                | 856              | 140                  |